# ФК Бокељ
ФК Бокељ, црногорски је фудбалски клуб из Котора, који се тренутно такмичи у Првој лиги Црне Горе. Три пута је освојио Другу лигу, док је у сезони 2015/16. завршио на четвртом месту у Првој лиги и играо је квалификације за Лигу Европе 2017/18.
Клупске боје су плава и бела. Навијачка група са зове „Бештије“.

## Историја

### Почеци
Прву фудбалску лопту у Котор је донео 1909. гимназијски професор Леополд Нетовић и популарисао је нову игру међу ђацима. Први фудбалски клуб је основан 30. јула 1922. под именом „Спортски клуб Приморац“.
Са све већом популаризацијом фудбала 1926. је основан ФК Бокељ, који је као раднички клуб имао доста проблема у функционисању па је 1931. дошло до фузије Бокеља и Приморца, а нови клуб је добио име „Југословен“.
У периоду под именом Југословен за клуб су играла два будућа репрезентативца, Бруно Кнежевић и Звонимир Пожега, који су каријере наставили у већим центрима.

### Након Другог светског рата
Након завршетка Другог светског рата клуб је добио данашње име Бокељ, а прву утакмицу је одиграо са Арсеналом из Тивта и славио са 7:2. Највећи успех у периоду бивше Југославије је играње у Јединственој Другој лиги 1951. године, када је заузео последње шеснаесто место, и у сезони 1954/55., када је ипак поново био последњепласирани (десето место).

### Новија историја
После распада СФР Југославије, Бокељ је почео да се такмичи у Републичкој лиги Црне Горе која је била трећи ранг такмичења.
У другој половини деведесетих година прошлог века, Бокељ је прелазио из треће у другу лигу и обратно. У фудбалској сезони 2006/07, првој у независној Црној Гори, Бокељ се такмичио у Другој лиги Црне Горе. Такмичење је завршио на другом месту и у доигравању (плеј офу) са једанаестопласираним у Првој лиги 2006/07, Јединством из Бијелог Поља победио у укупном скору из две утакмице и пласирао се у друштво најбољих. Из Прве лиге испада већ након једне сезоне, након што је у сезони 2007/08. завршио на 10. месту. Три сезоне је играо у Другој лиги, пре него што је у сезони 2010/11. освојио прво место и пласирао се по други пут у Прву лигу Црне Горе. У сезони 2011/12. заузео је последње дванаесто место у Првој лиги и испао у нижи ранг.
У сезони 2015/16, Бокељ је остварио највећи успех у својој историји завршивши на 4. месту у Првој лиги и самим тим је стекао право да учествује у квалификацијама за Лигу Европе по први пут у својој вишедеценијској историји. У истој сезони Бокељ је догурао до полуфинала Купа Црне Горе у којем је поражен од екипе Рудара из Пљеваља.

## Резултати у такмичењима у Црној Гори
| Сезона   | Ранг | Лига       | Бр.екипа | Позиција  | Куп           |
| -------- | ---- | ---------- | -------- | --------- | ------------- |
| 2006/07. | 2    | Друга лига | 12       | 2. место  | Осмина финала |
| 2007/08. | 1    | Прва лига  | 12       | 10. место | Прво коло     |
| 2008/09. | 2    | Друга лига | 12       | 6. место  | Прво коло     |
| 2009/10. | 2    | Друга лига | 12       | 4. место  | Осмина финала |
| 2010/11. | 2    | Друга лига | 12       | 1. место  | Осмина финала |
| 2011/12. | 1    | Прва лига  | 12       | 12. место | Четвртфинале  |
| 2012/13. | 2    | Друга лига | 12       | 2. место  | Прво коло     |
| 2013/14. | 2    | Друга лига | 12       | 1. место  | Осмина финала |
| 2014/15. | 1    | Прва лига  | 12       | 8. место  | Прво коло     |
| 2015/16. | 1    | Прва лига  | 12       | 4. место  | Полуфинале    |
| 2016/17. | 1    | Прва лига  | 12       | 10. место | Четвртфинале  |
| 2017/18. | 2    | Друга лига | 12       | 4. место  | Осмина финала |
| 2018/19. | 2    | Друга лига | 10       | 3. место  | Прво коло     |
| 2019/20. | 2    | Друга лига | 10       | 3. место  | Осмина финала |
| 2020/21. | 2    | Друга лига | 10       | 5. место  | Четвртфинале  |
| 2021/22. | 2    | Друга лига | 10       | 4. место  | Осмина финала |
| 2022/23. | 2    | Друга лига | 10       | 4. место  | Осмина финала |
| 2023/24. | 2    | Друга лига | 10       | 1. место  | Четвртфинале  |
| 2024/25. | 1    | Прва лига  | 10       | 6. место  | Четвртфинале  |